# Писсуар
Писсуа́р (фр. Pissoir) — разновидность унитаза, предназначенная для мочеиспускания. Используется в мужских общественных туалетах. Изготавливается из санфаянса, реже из эмалированного металла, пластмассы, нержавеющей стали.

## Писсуар для женщин
Существуют модели писсуара, предназначенные для женщин. При установке такого сантехнического устройства предполагается, что оно позволяет мочиться, не касаясь телом унитаза и не сгибаясь, что помогает женщинам, болеющим артритом. Широкого распространения женские писсуары не получили из-за очевидного неудобства для женщин.
В конце XX века в западных странах появились специальные приспособления, облегчающие процесс мочеиспускания женщинами стоя.

## Писсуар в разных странах
Исламский туалетный этикет воспрещает мочиться стоя, люди должны сидеть на корточках или на сиденье, поэтому писсуары в мусульманских странах не используются.
В некоторых европейских странах (Франции, Нидерландах и др.) писсуары ставят на улицах открытыми.
Скандал, связанный с установкой писсуара в провинциальном французском городке, стал основой сюжета юмористического романа «Клошмерль» французского писателя Габриэля Шевалье.